# 지구에 무슨 129?
지구에 무슨 129?(What on Earth 129?)는 디스커버리 채널 코리아와 NQQ가 같이 제작한 예능 프로그램이다.

## 프로그램 소개
지구 곳곳에서 벌어지는 놀랍고 신기한 일들을 모두 모았다. 영화보다 극적인 역사 속 인물들과 비현실적인 동물의 세계, 입을 다물 수 없이 놀라운 사건 사고와 베일에 쌓인 미스터리! 세계의 다양한 사건 사고와 신기한 에피소드들을 영상으로 만나고, 스튜디오에서 각 분야 전문가들의 신박한 해석도 들어본다.

## 출연진
- 프로듀서 : 김도형
- 연출 : 김강민, 이동석, 이명규, 조성인, 조태연
- 작가 : 유정숙, 황바른, 전지혜, 이미송, 심경성, 엄서현, 김수완
- 출연 : 도경완, 권일용, 서태훈, 서동주

## 편성 시간
- 디스커버리 채널 코리아, NQQ : 매주 일요일 저녁 5시
- 추가 편성 채널 : SKY, skyUHD, OBS경인TV 등